# Tillandsia pinnatodigitata
Espèce
Classification phylogénétique
Tillandsia pinnatodigitata Mez est une espèce de plantes à fleurs de la famille des Bromeliaceae.
L'épithète pinnatodigitata, qui signifie « pennée-digitée », se rapporte à l'aspect de l'inflorescence.

## Protologue et Type nomenclatural
Tillandsia pinnatodigitata Mez, in Repert. Spec. Nov. Regni Veg. 3: 39 (1906) (pro « pinnato-digitata » sphalm., cf. ICBN Art. 60.9)
Diagnose originale :
« Statura conspicua; foliis utrinque lepidibus e majoribus, subpruinosis, cinereis obtectis; inflorescentia basi laxius apicem versus dense tripinnatim panniculata[sic]; spicis in bractearum primariarum amplarum axillis sueto ternis subdigitatis stipite communi brevi. nudo praeditis, flabellatis, +/- 10-floris, latiusculis circuitu lanceolatis, inflorescentiae inferioribus quam bracteae primariae brevioribus; bracteis florigeris sepala manifeste superantibus, glabris; floribus erectis; sepalis posticis binis medium usque inter sese connatis. »
Type : leg. Weberbauer, n° 2736 (e. p.) ; « Peruvia, prov. Cajatambo. dept. Ancachs, prope Ocros, alt. 2400_2900m. 30. Martio florens » ; Holotypus B (Herb. Berol.) .

## Synonymie
(aucune)

## Écologie et habitat
- Biotype : plante herbacée ; saxicole[1],[2]
- Habitat : ?
- Altitude : 2400-2900 m[1].

## Distribution
- Amérique du sud :
  -  Pérou
    - Ancash[1]

## Comportement en culture
Plante mal connue, Tillandsia pinnatodigitata ne semble pas avoir été introduite en culture.